# Lycaena ignitus
Lycaena ignitus är en fjärilsart som beskrevs av Herrich-Schäffer 1846. Lycaena ignitus ingår i släktet Lycaena och familjen juvelvingar. Inga underarter finns listade i Catalogue of Life.